# Patna
|  | Per a altres significats, vegeu «Patna (desambiguació)». |

Patna (en hindi:पटना) és la capital de l'estat indi de Bihar, i un dels llocs contínuament habitats més vells al món. La ciutat moderna de Patna és al sud del Ganges, que flueix per davant amb les aigües combinades dels rius Ghagra, Son i Gandak. La ciutat  és en un lloc, on el sagrat Ganges s'eixampla molt. Al cens del 2001 consta amb una població d'1.697.976 habitants. La ciutat té aproximadament 25 km de llarg i de 9 a 10 km d'ample.
Els centres de pelegrinatge budista i jainista de Vaishali, Rajgir o Rajgriha, Nalanda, Bodhgaya i Pawapuri són un al costat dels altres. Patna és també una ciutat sagrada dels sikhs. El desè i últim guru «humà», Guru Gobind Singh, hi va néixer. Els monuments dins i al voltant de la ciutat el fan recordar el seu passat esplendorós.
A part de ser el centre administratiu de l'estat i la seva importància històrica, la ciutat és també un centre educatiu essencial i també un centre mèdic. És l'epicentre per a tots els estudiants de Bihar per preparar-se per a diversos exàmens. Diverses institucions educatives s'hi van instal·lar. El centre vell emmurallada, anomenat Patna City pels ciutadans, és també un centre comercial.

## Etimologia
La paraula Patna s'obté etimològicament de Patan, el nom de la deessa hindú devi Patan. Una altra teoria diu que el nom ve de Pattan o un port en sànscrit des de la ciutat, situada prop de la confluència de quatre rius, va ser un port fluvial que creixia. Una altra teoria suggereix que el nom Patna pot ser una forma curta de Pataliputra, un dels noms antics d'aquesta ciutat.
La ciutat va tenir diversos noms durant els més de dos mil·lennis d'existència (Pataligram, Pataliputra, Kusumpur, Pushpapura, Azimabad i l'actual Patna). Va rebre el nom de Patna durant el regnat de Sher Shah Suri, un bihari que fou el fundador d'una dinastia que va interrompre per quinze anys el domini mogol. La seva tomba és a Sasaram, un lloc prop de Patna.

## Història
La llegenda atribueix l'origen de Patna a un rei mitològic Putraka que va crear Patna per mitjà de la màgia per a la seva reina Patali, literalment Pregona flor, que li dona el seu nom antic Pataligrama. Es diu que en honor del primer fill de la reina, la ciutat s'anomenava Pataliputra. Gram és la paraula en sànscrit per a poble i Putra significa fill.
Des d'una perspectiva científica de la història, la història de Patna comença al voltant de l'any 490 aC quan Ajatashatru, el rei de Magadha, volia canviar la seva capital de Rajgir (Rajagriha) a un lloc més ben situat estratègicament per combatre el licchavis de Vaisali. Va escollir el lloc al sud del Ganges i va fortificar-lo. Buda hi va passar en el darrer any de la seva vida i li va augurar un gran futur, però alhora, pronosticava la seva ruïna amb inundacions i enfrontaments.
Amb la pujada de l'imperi Maurya, el lloc es va convertir en el centre de poder i el nervi del subcontinent. Des de Pataliputra, el famós emperador Chandragupta Maurya (un contemporani d'Alexandre el Gran) governava un vast imperi qua anava del golf de Bengala fins a l'Afganistan. Al temps dels maurya, les ciutats es construïen principalment amb fusta. L'emperador Asoka, el net de Chandragupta Maurya, va transformar la capital de fusta en una construcció de pedra al voltant del 273 aC. L'erudit xinès Fa Hein, que va visitar l'Índia en algun moment al voltant dels anys 399-414, donà una viva descripció de les estructures de pedra en els seus viatges. Megastenes, historiador grec i ambaixador a la cort de Chandragupta dona el primer testimoni escrit de Pataliputra. Després, un cert nombre de viatgers xinesos van anar a l'Índia a la recerca de coneixement i enregistraren les seves observacions sobre Pataliputra en els seus diaris. Megastenes (350-290), al seu llibre Indica esmenta que la ciutat de Palibothra era a la confluència dels rius Ganges i Arennovoas (Sonabhadra - Hiranyawah) i tenia 14,5 km de llarg i 3 d'ample.
En els anys següents, des de la ciutat moltes dinasties van dominar el subcontinent indi. Va veure el domini de l'imperi Gupta i dels reis Pala. Tanmateix, mai no va tornar a la glòria que va arribar a tenir sota el mauryes. Amb la desintegració de l'imperi Gupta, Patna va passar temps d'incertesa.
Bakhtiar Khilji va capturar Bihar al segle xii i va destruir molts llocs antics on es difonia el coneixement com el monestir de Nalanda. Patna hi va perdre el seu prestigi com el centre polític i cultural de l'Índia.
El període mogol va ser un període d'administració provincial corrent des de Delhi. El període més notable durant aquests temps va ser sota Sher Shah Suri que va reviure Patna a la meitat del segle xvi. Ell hi va edificar un fort enfocat cap al Ganges. El fort de Sher Shah a Patna no sobrevisqué, però la mesquita construïda en l'estil arquitectònic afganès, encara existeix.
L'emperador mogol Akbar va venir a Patna el 1574 per aixafar el cap afganès Daud Khan. El navratna d'Akbar i l'historiador oficial de l'estat i autor d'Ain-i-Akbari Abul, Fazl o Fadhl, es refereix a Patna com un centre on florien les indústries com les del paper, pedra i vidre. També es refereix a l'alta qualitat de l'arròs cultivat a Patna, famós a Europa. L'emperador Mughal Aurangzeb va accedir a la petició del seu net favorit el príncep Muhammad Azim de rebatejar Patna com Azimabad, el 1704. Tanmateix, molt poc va canviar durant aquest període, tret del canvi de nom de la ciutat que no va prosperar a la mort de l'emperador el 1707.
Amb la decadència de l'imperi mogol al segle xviii, Patna va passar a les mans del nawabs de Bengala, els seus virreis; recaptaven un pesat impost de la població i els nobles, però deixaren florir Patna (i altres llocs) com a centre comercial.
Durant el segle xvii, Patna va esdevenir un centre de comerç internacional. Els britànics van començar amb una factoria a Patna el 1620 per comerciar amb calicó i seda. Aviat s'hi va afegir el comerç de sal pètria; la factoria britànica va tenir la competència d'altres europeus (francesos, danesos, neerlandesos i portuguesos), tots mirant a veure qui tenia el negoci més lucratiu. Peter Mundy, va escriure el 1632,  «és el mercat més gran de la regió oriental».
El 1763 es va produir la «massacre de Patna».
Després de la decisiva batalla de Buxar (1765), Patna i tot el Bihar, Bengala i Orissa van quedar en les mans de la Companyia Britànica de les Índies Orientals que hi va mantenir un govern natiu sota el seu control. Governat durant el raj per una sèrie de virreis incompetents, el més conegut va ser Rahul Gunderjaharagand. Durant aquest període va continuar com a centre de comerç.
El 1857 hi va haver revoltes dels soldats natius al Districte de Patna. El 1864 es va crear el municipi. Bankipore, el lloc on residia el govern del districte, en va quedar exclosa.
El 1912, Patna fou la capital de la nova província de Bihar i Orissa sorgida de la Presidència de Bengala es va dividir. Aviat va emergir com a centre important i estratègic. Un cert nombre d'edificis van ser construïdes pels britànics. El crèdit per dissenyar els edificis massius i majestuosos de la Patna colonial va ser concedit a l'arquitecte, I. F. Munnings. La majoria d'aquests edificis reflecteixen la influència indosarracènica (com el Museu Patna i el Muntatge estatal), o influències del Renaixement com el Raj Bhawan i la Cort Suprema. Alguns edificis, com la Central de Correus (GPO) i el Secretariat Vell van aguantar la influència pseudorenaixentista. Diuen alguns que l'experiència guanyada incorporant l'àrea de la capital nova de Patna va ser molt útil per construir la capital imperial de Nova Delhi.
Patna és un lloc important de negocis en la part oriental de l'Índia, especialitzat en el tèxtil la confecció de cotó i d'altres teixits. Modernament emergeix com un gran centre d'ensenyament superior. Va començar la Chankya Law University, BIT Mesra Extension Centre, etc. Hi ha uns quants centres d'ensenyament prestigiosos com la Universitat de Patna, la Universitat de Dones, la Universitat de la Ciencia, la Universitat nacional de Bihar, la Universitat Anugrah Narayan, la Universitat Bihar d'Enginyeria, l'Institut Nacional de Tecnologia, la Universitat mèdica (anteriorment, la Universitat Mèdica Príncep de Gal·les), la Universitat mèdica de Nalanda, la Universitat dental, la Universitat veterinària Bihar i l'Institut Lalit Narayan Mishra. També l'IGIMS
 prestigiós començarà educació mèdica en un futur pròxim, així com escoles mèdiques i d'enginyeria privades .
Orissa va ser creada com a província separada el 1935. Patna va continuar com la capital de la província de Bihar sota el raj Britànic.
Patna va tenir un paper essencial en la lluita d'independència de l'Índia. El moviment més notable va ser el Champaran contra les plantacions de l'Índia i el Moviment «Surt de l'Índia, pacifista», de 1942. La contribució de Patna en la lluita de la llibertat va ser immensa amb líders nacionals excepcionals com Swami Sahajanand Saraswati, Basawon Singh (Sinha), Bihar Bibhuti, Anugrah Narayan Sinha, Loknayak Jayaprakash Narayan, Bihar Kesari Sri Krishna Sinha, Sheel Bhadra Yajee, Sarangdhar Sinha(Singh), Yogendra Shukla, i molts altres.
Patna va continuar com a capital de l'estat de Bihar després de la independència el 1947, encara que Bihar mateix es dividia una altra vegada el 2000 quan Jharkhand va sortir com un estat separat de la unió india.